# Kanu (football, 1987)
Pour les articles homonymes, voir Kanu.
Kanu, de son vrai nom Rubenilson dos Santos da Rocha, est un footballeur brésilien né le 23 septembre 1987 à Salvador au Brésil.

## Biographie
Son surnom « Kanu » provient de sa ressemblance physique avec la star nigériane Nwankwo Kanu. En effet Kanu est très longiligne et évolue comme attaquant-pivot, comme l'ancien Gunner.
Originaire du club brésilien de Grêmio Recreativo Barueri, de São Paulo (à ne pas confondre avec l'autre club Grêmio, de Porto Alegre). Il est considéré par son club comme un tout grand talent.
À l'été 2008, il s'en va pour l'Europe où il rejoint le club belge du RSC Anderlecht où il paraphe un contrat de 4 années. Après de rares apparitions en équipe première, il est prêté au CS Bruges en janvier 2009 afin d'acquérir du temps de jeu. Ce prêt s'est fait dans le cadre du transfert de la star du CS Bruges Tom de Sutter vers le RSC Anderlecht.
Le 24 février 2013, il signe un contrat de 3 et demie en faveur du Terek Grozny. Le transfert est évalué à 3 M€. En 2016, il signe un transfert libre en Thailande dans le club de la capitale, au Buriram United. Le club décide en fin de saison de résillier son contrat, le trouvant trop cher pour se qu'il apportait. 

## Palmarès
- Champion de Belgique en 2010 et 2012 avec le RSC Anderlecht
- Vainqueur de la Supercoupe de Belgique en 2012 avec le RSC Anderlecht